# Шебеко, Варвара Игнатьевна
Варвара Игнатьевна Шебеко (20 октября (1 ноября) 1840 — 30 марта 1931) — компаньонка и подруга Екатерины Долгоруковой, многолетней фаворитки, а затем второй жены российского императора Александра II. Выполняла роль посредника и конфидентки в отношениях императора и Долгоруковой. В числе очень немногих присутствовала на церемонии их венчания 6 июля 1880 года в часовне Царскосельского дворца. Современниками и частью потомков обвинялась в интригах и тёмных финансовых делах.

## Биография
Происходила из Смоленской губернии. Младшая дочь директора могилёвского губернского попечительства о тюрьмах комитета, камергера Игнатия Францевича Шебеко (ум. 1869) от брака с Елизаветой Сергеевной Трухачевой (1811—12.10.1893). Воспитывалась в Смольном институте (1854—1857 гг.). Её старший брат Николай (1834—1905), генерал от кавалерии и сенатор; а сестра Софья (1838—1899), была замужем за князем Василием Михайловичем Долгоруковым, родным братом княгини Юрьевской. Благодаря этому браку Варвара Шебеко приходилась ей невесткой.
На правах незамужней особы свободной от личных семейных обязательств, м-ль Шебеко жила у Екатерины Михайловны. Она везде её сопровождала и была посредником в её встречах с императором Александром, в том числе, исполняя его тайные и деликатные поручения. Организовывала свидания влюблённых в нескольких домах и квартирах, снабжала переданными императором деньгами испытывавшую серьёзные материальные затруднения княгиню В. Долгорукову.
Во многих исторических исследованиях утверждается, что в июле 1866 Шебеко устроила в павильоне «Бабигон» несколько встреч, во время первой из которых император (по некоторым сведениям, ради конспирации пришедший из Петергофа пешком и без охраны) и Екатерина провели вместе первую ночь. В действительности, первое свидание Александра II и Екатерины состоялось 1 июля 1866 года не в «Бабигоне», а в «Берёзовом домике», небольшом (и не сохранившемся) павильоне в деревенском стиле. Об этой встрече влюбленные многократно вспоминают в своей переписке, хранящейся в ГАРФе. 
Из переписки императора и Екатерины также можно сделать вывод, что по крайней мере до 1870 года Варвара Шебеко в их жизни никакого участия не принимала. Её имя упоминается в письмах впервые только в 1870 году. Вероятно, это связано с тем, что невестка Екатерины Долгоруковой — Луиза — не могла или не пожелала более сопровождать свою родственницу за границу в то время, когда туда выезжал император, а посему Екатерине понадобилась другая родственница, согласная выполнять роль компаньонки. Варвара подходила идеально. В апреле 1870 года сестра Екатерины вышла замуж за князя Эммануила Мещерского, и, вероятно, на свадьбе состоялось более близкое знакомство двух будущих подруг. Об этом событии также есть упоминание в переписке Александра II и его будущей жены. Так что версия о «своднической роли» Варвары Шебеко в романе императора не подтверждается документальными свидетельствами участников.
До 1878 г. княжна Долгорукова жила на квартире Шебеко в Мошковом переулке. После заключения морганатического брака царя с княжной, ставшего возможным из-за смерти императрицы, Варвара Шебеко поселилась в Зимнем дворце. Она играла роль компаньонки Долгоруковой (отныне княгини Юрьевской) и ближайшей помощницы в уходе за её детьми. Также она являлась крестной матерью трех старших детей Александра II и Екатерины (Георгия, Ольги и Бориса). По воспоминаниям современников, Варвара Шебеко использовала отношения с Екатериной Михайловной и её влияние на царя для лоббистской деятельности в процессе распределения железнодорожных концессий среди подрядчиков, за что с сообщниками получала от последних крупные суммы денег. Также её обвиняли в оказании влияния на императора и членстве в «могущественном трио» (вместе с Екатериной и её сестрой Марией), которое управляло Александром II и настраивало его против законной семьи. Говорили, что интеллектуальным центром этого триумвирата являлась м-ль Шебеко. При этом она держалась в тени, но все нити тянулись к ней. В своём узком кругу она также играла ведущую роль. Император её считал их общим другом и в таком качестве представлял её всем, кто бывал в его гостиной. В семье Долгоруковых её называли домашним именем Вава, недруги же иногда — девицей Шебеко.
Варвару Шебеко считают представительницей либеральной политической партии, сложившейся вокруг Александра II в последний год его правления. Она вела серьезную переписку в М. Т. Лорис-Меликовым, поддерживала его «конституционный» проект. Также мадам Шебеко, возможно, является одним из соавторов так называемых мемуаров Виктора Лаферте, которые в русском переводе издаются под видом мемуаров самой княгини Юрьевской, хотя её авторство не доказано. Подлинные собственноручные мемуары княгини хранятся в ГАРФе и до сих пор не опубликованы.
О судьбе Шебеко после убийства императора народовольцами 1 марта 1881 и особенно двух революций 1917 года известно мало. Она выехала из России в Ниццу вместе с Екатериной и долгое время жила с нею. Скончалась 30 марта 1931 года в Париже.

## Художественный образ
Варвара Шебеко выведена в романе В. З. Азерникова «Долгорукова», под именем Варвары Ивановны Шилейко в романе Б. Акунина "Дорога в Китеж" (2021), а также в телесериалах «Роман императора» (1993) и «Любовь императора» (2003).